# سليم حسن
سليم حسن (15 أبريل 1886 – 1961)، عالم مصريات مصري. وهو أول مصري يُعيّن أستاذًا لعلم المصريات في جامعة القاهرة، شغل المنصب من عام 1936 إلى عام 1939. ثم عين نائبًا لمدير هيئة الآثار.
ألّف موسوعة مصر القديمة المكونة من 16 مجلدًا باللغة العربية، وأشرف على أعمال التنقيب في العديد من المقابر المصرية القديمة برعاية جامعة القاهرة.

## نشأته
ولد سليم حسن بقرية ميت ناجي التابعة لمركز ميت غمر محافظة الدقهلية بمصر، وقد توفى والده وهو صغير فقامت أمه برعايته وأصرت على أن يكمل تعليمه، بعد أن أنهى سليم حسن مرحلة التعليم الابتدائية والثانوية وحصل على شهادة البكالوريا عام 1909م ألتحق بمدرسة المدرسين العليا. وكان أحد تلامذة أحمد كمال باشا. ثم أختير لإكمال دراسته بقسم الآثار الملحق بهذه المدرسة لتفوقه في علم التاريخ وتخرج منها في عام 1913م.

## بداية حياته العلمية
حاول سليم حسن الالتحاق بالمتحف المصري ليكون أمينا مساعدا بالمتحف ولكن مساعيه باءت بالفشل حيث كانت وظائف المتحف المصري حكرا على الأجانب فقط، فعمل سليم حسن مدرسا للتاريخ بالمدارس الأميرية. في عام 1921م عين في المتحف المصري بعد ضغط من الحكومة المصرية ممثلة في أحمد شفيق باشا وزير الأشغال، وفي المتحف المصري تتلمذ سليم حسن على يد العالم الروسي جولنشيف.
في عام 1922م سافر سليم حسن إلى أوروبا برفقة أحمد كمال باشا لحضور احتفالات الذكرى المئوية لعالم الآثار الفرنسي شامبليون، حيث زار فرنسا وإنجلترا وألمانيا وخلال تلك الفترة كتب العديد من المقالات الصحفية تحت عنوان (الآثار المصرية في المتاحف الأوروبية) كشف فيها عن السرقة والنهب الذي يحدث للآثار المصرية مثل رأس نفرتيتي التي شاهدها في برلين.
في العام 1925م تمكن أحمد كمال باشا من إقناع وزير المعارف زكي أبو السعود بإرسال بعض المصريين للخارج لدراسة علم الآثار وكان من بينهم سليم حسن حيث سافر في بعثة إلى فرنسا وألتحق بقسم الدراسات العليا بجامعة السوربون، وحصل على دبلوم اللغات الشرقية واللغة المصرية القديمة (الهيروغليفية) من الكلية الكاثوليكية، كما حصل أيضا على دبلوم الآثار من كلية اللوفر، وأتم بعثته عام 1927م بحصوله على دبلوم اللغة المصرية ودبلوم في الديانة المصرية القديمة من جامعة السوربون.
عاد سليم حسن إلى القاهرة وعين أمينا مساعدا بالمتحف المصري وأنتدب بعدها لتدريس علم الآثار بكلية الآداب بجامعة فؤاد الأول (القاهرة حاليا) ثم عين أستاذا مساعدا بها. أشترك سليم حسن في عام 1928م مع عالم الآثار النمساوى يونكر في أعمال الحفر والتنقيب في منطقة الهرم، سافر بعدها إلى النمسا وحصل هناك على الدكتوراه في علم الآثار من جامعة فيينا.

## أعماله
في العام 1929م بدأ سليم حسن أعمال التنقيب الأثرية في منطقة الهرم لحساب جامعة القاهرة لتكون المرة الأولى التي تقوم فيها هيئة علمية منظمة أعمال التنقيب بأيد مصرية، وكان من أهم الأكتشافات التي نتجت عن أعمال التنقيب مقبرة (رع ور) وهى مقبرة كبيرة وضخمة وجد بها العديد من الآثار.
أستمر سليم حسن في أعمال التنقيب في منطقة أهرامات الجيزة وسقارة حتى عام 1939م اكتشف خلال تلك الفترة حوالي مائتي مقبرة أهمها مقبة الملكة (خنت كاوس) من الأسرة الخامسة ومقابر أولاد الملك خفرع، بالإضافة إلى مئات القطع الأثرية والتماثيل ومراكب الشمس الحجرية للملكين خوفو وخفرع.
عين سليم حسن في عام وكيل عام لمصلحة الآثار المصرية ليكون بذلك أول مصري يتولى هذا المنصب ويكون المسؤل الأول عن كل آثار البلاد، وقد أعاد إلى المتحف المصري مجموعة من القطع الأثرية كان يمتلكها الملك فؤاد، وقد حاول الملك فاروق استعادة تلك القطع ولكن سليم حسن رفض ذلك مما عرضه لمضايقات شديدة أدت إلى تركه منصبه عام 1940م
استعانت الحكومة المصرية في عام 1954م بخبرة سليم حسن الكبيرة فعينته رئيسا للبعثة التي ستحدد مدى تأثير بناء السد العالي على آثار النوبة. أنتخب سليم حسن في عام 1960م عضوا بالأجماع في أكاديمية نيويورك التي تضم أكثر من 1500 عالم من 75 دولة.

## وفاته
توفى في 30 سبتمبر عام 1961م، الموافق 29 من ربيع الآخر 1381 هـ 

## مؤلفاته[6]
مؤلفاته بالعربية:
- موسوعة مصر القديمة (الثامنة عشر جزئًا).
- جغرافية مصر القديمة.
- الأدب المصري القديم أو أدب الفراعنة.

مؤلفاته بالفرنسية:
- Hymnes Religieux du Moyen Empire (Le Caire: 1923)
- Le Poème dit le Pantaour et le Rapport Offieciel sur la bataille de Qadessh (Université Egyptienne, Faculté des lattres. Le Caire: 1929.
- Le Spphinx à la Lumiére des Fouilles Récentes.

مؤلفاته بالإنجليزية:
- Excavations at Giza: عشر أجزاء صدروا عن Oxford.
- Excavations at Saqqara: ثلاث أجزاء.
- The Sphinx: Its History in the light of Recent Excavations
- Lights on Ancient Egypt.

## وصلات خارجية
موقع الدكتور سليم حسن نسخة محفوظة 25 يناير 2018 على موقع واي باك مشين.